# Josef Gabriel d.J.
Josef Gabriel d.J. (n. 1907, Carani, Timiș – d. 1947, Frankfurt pe Odra), a fost un poet de limba germană, șvab, din Banat, care a scris poezie în dialectul șvăbesc.
Este cunoscut ca Josef Gabriel der Jüngere (cel tânăr), spre a nu fi confundat cu poetul Josef Gabriel d.Ä (cel bătrân), al cărui nepot este.
Unele din poezii le-a publicat în revista lunară Banater Monatshefte, care a apărut în perioada 1933-1939.

## Scrieri
- Saatgang. Gedichte (Seminție. Poezii), Sibiu, 1938.
- Gabriel, Josef d.Ä. / Gabriel, Josef d.J. Ausgewählte Werke (opere alese), editor: Dr. Hans Weresch, Freiburg i. B. 1985

## Deportareași moartea
La 14 ianuarie 1945, Josef Gabriel cel Tânăr a fost internat la Merțișoara (în germană Mercydorf ), azi Carani, județul Timiș și la 3 februarie 1945 a fost înscris în batalionul de muncă nr. 1418 care se afla atunci în Novomoskovsk, regiunea Dnepropetrovsk, Republica Sovietică Socialistă Ucraineană, acum Samar, Ucraina. La 18 iulie 1945, a fost transferat la batalionul de muncă nr. 1001 din Makeevka, Regiunea Stalino, astăzi Makiivka, Regiunea Donețk, Ucraina. La 25 decembrie 1946 a fost predat lagărului de prizonieri de război și repatriere nr. 69 din Frankfurt/Oder pentru eliberare din captivitatea sovietică. După sosirea la Frankfurt/Oder, pe 12 ianuarie 1947 Josef Gabriel a fost dus la spitalul de evacuare nr 1762, unde a murit la 13 ianuarie 1947 și a fost înmormântat la 14 ianuarie 1947 în cimitirul spitalului. Opera sa poetică a rămas neterminată. 